# Opération Yoav

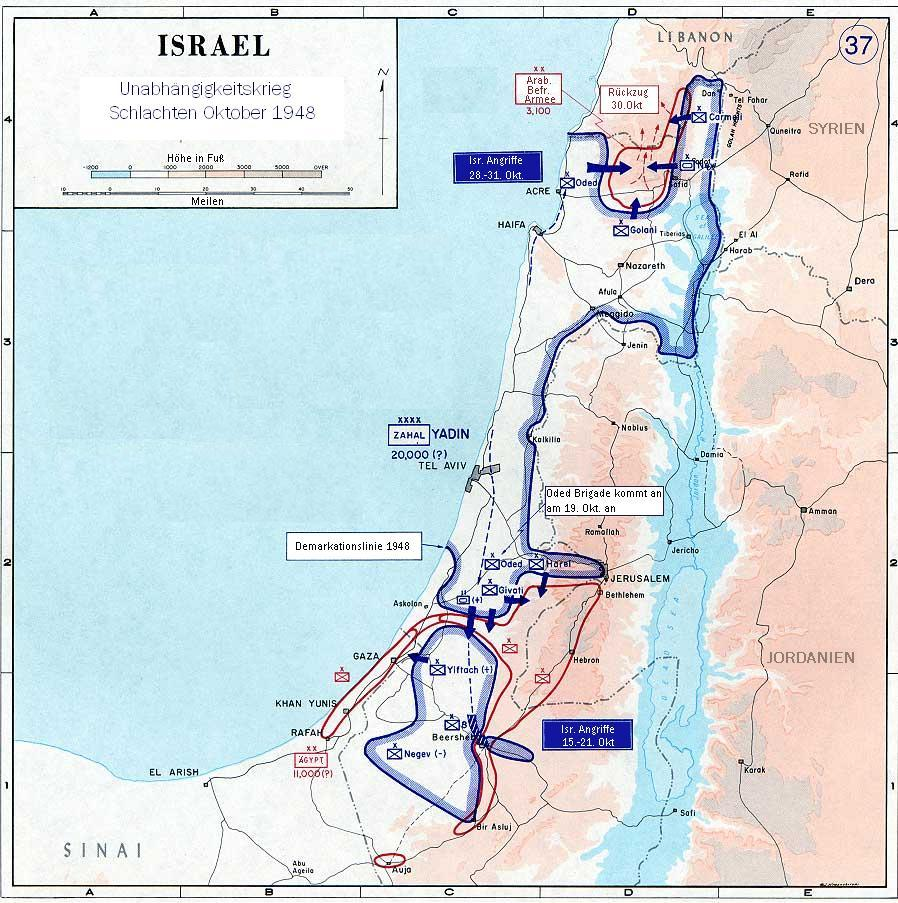
. Théâtre des opérations.

L’opération Yoav est une opération militaire de la guerre israélo-arabe de 1948-1949. Elle fut menée du 15 au 22 octobre 1948 avec pour objectif de désenclaver les implantations du Néguev et les forces de la 12e brigade du Palmah encerclées par les forces égyptiennes.

## Contexte
Après un accord de cessez-le-feu entre Égyptiens et les Israéliens obtenu en octobre[réf. nécessaire], les Israéliens envoient un convoi d'eau, de nourriture et autres provisions pour ravitailler des communautés juives assiégées par des forces égyptiennes et locales près d'Ah-Faluja (en). L'opération Yoav, sous la direction du général Ygal Allon, est alors lancée par les Israéliens pour repousser les forces égyptiennes. Elle dispose de quatre brigade (la brigade HaNeguev, encerclée dans le Néguev, les Yiftach et Guivati et la 8e brigade blindée) ainsi que de l'ensemble de l'artillerie, de la marine et de l'aviation israéliennes. Les brigades Harel et Oded sont maintenues en réserve.

## Opérations

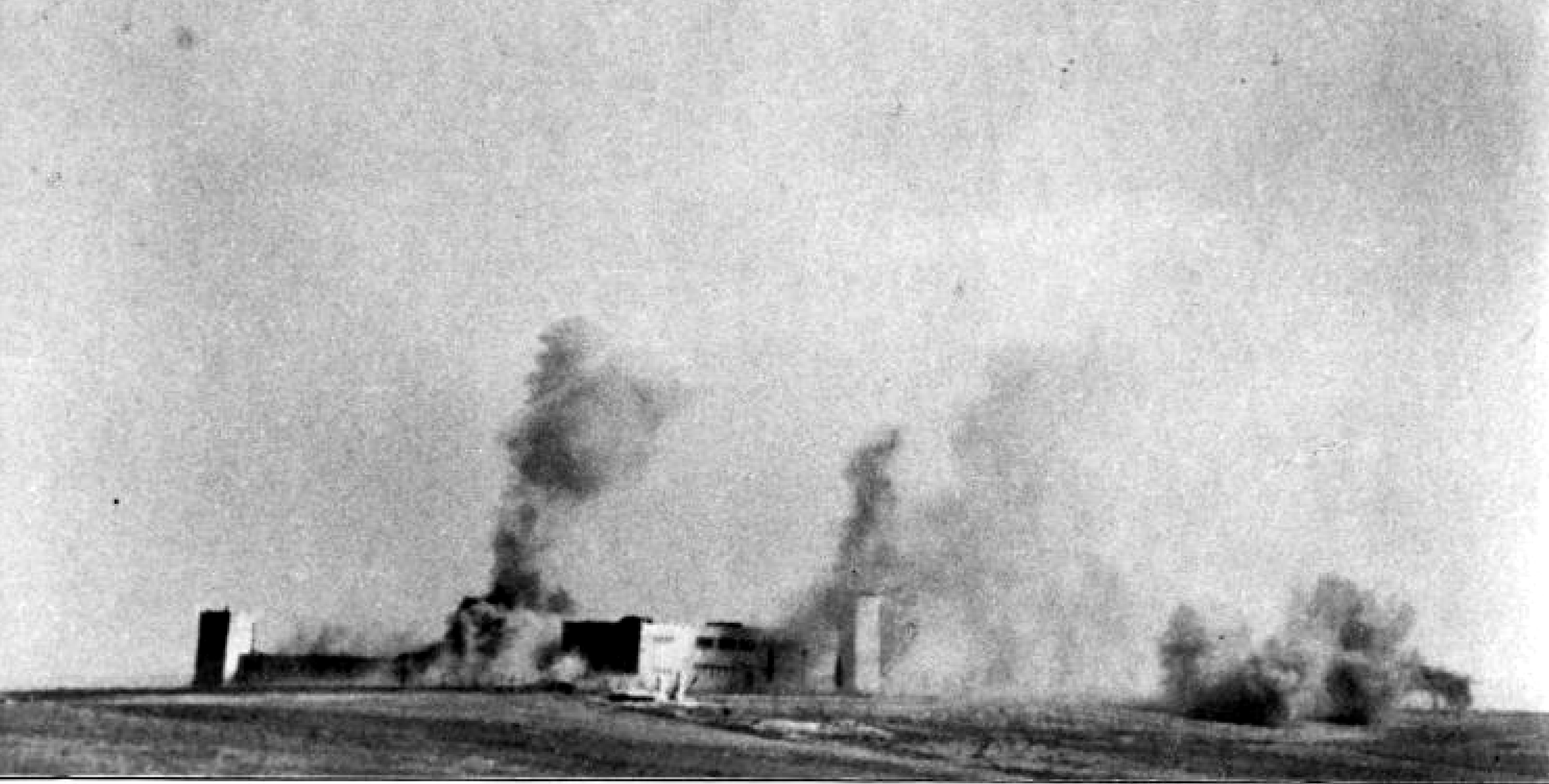
Bombardement d'Iraq Souwaydan, le 9 novembre 1948.

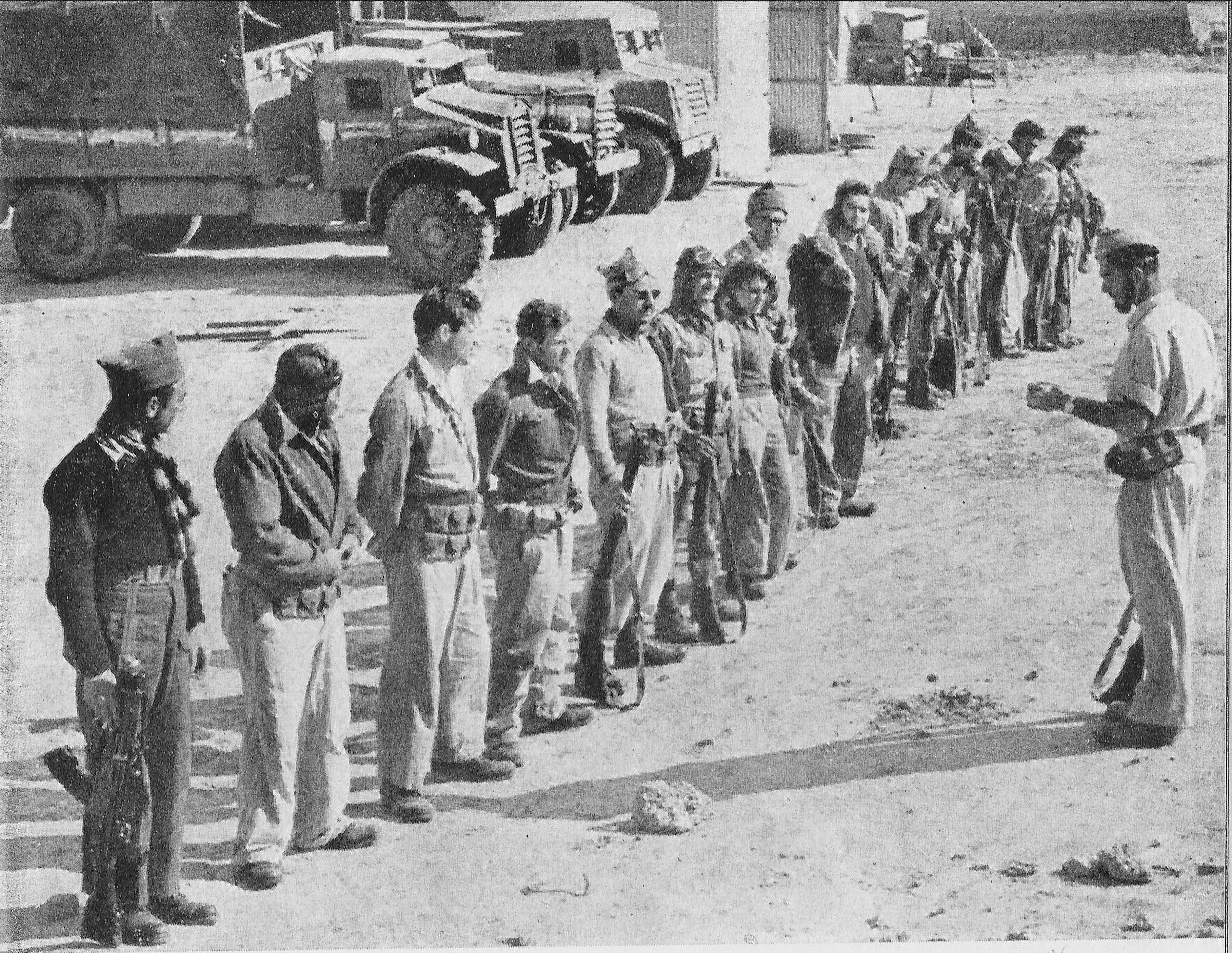
Des soldats de la brigade HaNeguev reçoivent leurs instructions avant l'opération.

Le convoi de ravitaillement envoyé pour ravitailler les communautés juives près d'Ah-Faluja (en) est immédiatement attaqué, ce qui provoque le déclenchement de l'opération après qu'une plainte ait été déposée aux observateurs à l'ONU. Dans la soirée du 15 octobre, les forces aériennes bombardent la ville de Gaza, al-Majdal (aujourd'hui Ashkelon), Beersheba, Beit Hanoun et l'aéroport d'El-Arish. Des unités de la brigade Yiftah minent le chemin de fer entre El-Arish et Rafah ainsi que plusieurs routes autour de Gaza.
L'offensive terrestre débute le lendemain. La brigade Guivati pénètre au centre du dispositif égyptien et coupe la route entre al-Faluja et Beit Jibrin, coupant les forces égyptiennes en deux. Ces derniers demandent le soutien de la Légion arabe positionnée à l'est autour d'Hébron mais cette dernière ignore les demandes de son allié. Les forces israéliennes se déploient sans résistance et encerclent les différentes positions égyptiennes. Le 21 octobre, Beersheba est capturée par le 52e bataillon de la Guivati et les forces de la 8e brigade.
Un cessez-le-feu est imposé aux belligérants le 22 octobre à 15 h. Les Israéliens ne le respectent toutefois pas, souhaitant bénéficier de leur avantage. Beit Jibrin capitule dans la foulée. Une poche de résistance égyptienne de 3 000 hommes ne peut être réduite à Faluja et tiendra jusqu'à la fin de la guerre.

## Suites
Menacées sur leur flanc est, les forces égyptiennes abandonnent Ashdod et al-Majdal pour se redéployer autour de Gaza. Les forces israéliennes reprennent la plaine jusqu'à Yad Mordechai et le nord du Neguev jusqu'à Beersheba. Le 9 novembre, la forteresse d'Iraq Suwaydan capitule. Le 29 octobre, un massacre de plusieurs centaines de civils est perpétré par les soldats de la 8e brigade à al-Dawayima,, L'ensemble de la population arabe palestinienne (130 000 personnes[réf. nécessaire]) fuit ou est expulsée quand elle ne fuit pas.
Sur la fin de l'opération, Allon demande la permission de lancer une attaque sur les forces de la Légion arabe autour d'Hébron et de percer jusqu'à Jéricho. David Ben Gourion refuse, à cause de l'accord tacite qu'il a avec les Jordaniens mais également par crainte d'une intervention britannique si leur allié était attaqué.